# Aristidīs Rousias
Aristidīs Rousias (in greco Αριστίδης Ρουσιάς?; 1895) è stato un pallanuotista greco.
Ha rappresentato la Grecia nel torneo di pallanuoto ai Giochi di Anversa 1920.